# Olenekski zaljev
Olenekski zaljev, također poznat kao zaljev Olenjok, (rus. Оленёкский залив; Jakutski: Өлөөн хомото, Ölöön xomoto) je široki zaljev u Laptevskom moru, u ruskoj republici Jakutiji. Nalazi se zapadno od ogromne delte Lene, koja čini istočnu granicu zaljeva.
Postoje neki otoci u zaljevu, poput otoka Salkaj na zapadu i Džhjangjlah i Epet u ušćima rijeke Olenjok koja se ulijeva u ovaj zaljev.

## Ekologija
Ribe Salvelinus alpinus su česti u vodama niske slanosti zaljeva Olenjok i na njima su provedena genetska istraživanja.
Ravne obale zaljeva prirodno su stanište ptica poput močvarica.

## Vanjske poveznice
- Abramova, E; Tuschling, K. 2005. A 12-year study of the seasonal and interannual dynamics of mesozooplankton in the Laptev Sea: Significance of salinity regime and life cycle patterns. Global and Planetary Change. str. 141–164. Bibcode:2005GPC....48..141A. doi:10.1016/j.gloplacha.2004.12.010